# Albert Koch (Musikjournalist)
Albert Koch (* 7. Oktober 1962 in Coburg) ist ein Musikjournalist aus Neustadt b. Cbg., wohnhaft in Berlin. Sein Vater war der ehemalige bayerische Landtagsabgeordnete Albert Koch. Er war von 1994 bis 2015 Redakteur, anschließend bis 2019 Chefredakteur und zuletzt bis Oktober 2020 „Executive Editor“ der Zeitschrift Musikexpress.  Als so genannter Plattenmeister war er einige Jahre für den Rezensionsteil verantwortlich. Zu diesem steuert er die Kolumnen The Singles und Boom Tschak bei. Koch ist Experte für die Musikrichtung Electro. 
Koch schrieb 2003 die Biographie The Music Makers – Kraftwerk über die Düsseldorfer Band Kraftwerk, die im Hannibal-Verlag erschien. Außerdem verfasste er 2007 das Buch Fuck Forever – Der Tod des Indie-Rock, das ebenfalls bei Hannibal veröffentlicht wurde und sich mit Unschärfen der Begriffe Independent und Mainstream in der Popkultur befasst.

## Werke
Fuck Forever – Der Tod des Indie-Rock. Hannibal Verlag, Höfen 2007, ISBN 978-3-85445-282-9.